# 瑞波幣
瑞波幣（英語：Ripple）是一種相对中心化、可全球支付的电子加密貨幣。

## 歷史
2018年2月6日，交易平台BitMEX对外公布一份Ripple调查报告，其中阐述瑞波币早期的分类账本中已遗失32570个区块，无法修复并获得其中的数据，而无法完整审核整个瑞波幣区块链和1000亿XRP币的完整路径。
2018年2月，SBI Holdings旗下数字货币交易所SBI VC首个上市交易币种即为的瑞波币。
2018年2月，西联汇款宣布与Ripple公司合作，测试通过Ripple进行资金交易并实现资本最优化。
2020年12月 美國證券交易委員會SEC正式起訴區塊鏈公司Ripple在未經註冊的情形下發行13億美元的瑞波幣，類似於未經授權的股票發行。
2025年8月，SEC與Ripple的訴訟最終審結，雙方同意不再上訴。Ripple被罰款1.25億美元。

## 外部連結
- 官方網站 （页面存档备份，存于）
- 最新價格 （页面存档备份，存于）